# Xavi Lloses
Xavi[er] Lloses Huguet, född 1976 i Sant Feliu de Guíxols, är en katalansk (spansk) pianist, kompositör och musikproducent. Han har sedan slutet av 1990-talet komponerat och producerat elektronisk musik, pianoverk och experimentell musik i gränslandet till pop, ofta i samarbete med stråkkvartetten Brossa Quartet eller i andra konstellationer. 2006 bildade han gruppen L'Escolania de la Quadratura del Cercle, som därefter hörts på ett halvdussin album.
Xavi Lloses är känd för sina multimediala och experimentella performance-konserter. Han marknadsför sig själv som "antipianist" och "ljudterrorist".

## Biografi

### Tidiga år och karriär
Xavi Lloses föddes i Sant Feliu de Guíxols i västra delen av Katalonien, nära Lleida.
I slutet av 1990-talet började Lloses göra sig hörd med sin elektroniska och/eller elektronisk musik. 1999 kom det första musikalbumet, Trivial pour suite. Det spelades in av trion Xavi Lloses Grup, där de två andra var Marc Auladell och Marc Clos.
I början av 00-talet hördes Lloses musik i flera filmproduktioner. Detta inkluderade kortfilmerna Els diumenges (2000) och Els matins (2004). Under resten av decenniet hördes hans kompositioner bland annat i dokumentärfilmen Rock & Cat (som beskrev rock català) samt filmerna Veïnes och Yo. Hans medverkan i Veïnes skedde under pseudonymen "Flüor".

### L'Escolania de la Quadratura del Cercle
2006 bildade Xavi Lloses musikensemblen L'Escolania de la Quadratura del Cercle. Här kompletterades Lloses (klaverinstrument) av Rosa Pou (sång och klaverinstrument), Marc Clos (slagverk), Joan Motera (bas) och Adrià Bauzó (flöjt och andra blåsinstrument). Vid sidan av soloalbumet Núvols de plata från 2009 var det inom denna konstellation som Lloses skulle göra musik under de kommande åren. Nu inleddes en aktiv period, som fram till 2015 skulle resultera i inte mindre än sex L'Escolania-album. Efter El somni d'un gegant 2006 följde L'orgue de perfums året därpå och Cançonetes per la bressola 2010. 2013 utgavs hela tre album – Variacions estrafalàries, El cel de les calcudadores och Allà on conspiren els pentagrames (den sistnämnda med en CD-utgåva först 2015). De flesta av albumen har kommit ut på skivbolaget Discmedi.
2010 års Cançonetes per la Bressola ('visor för Förskolan') spelades in tillsammans med ett antal andra katalanska musiker och sångare. Detta inkluderade Lluís Gavaldà (från Els Pets), Gerard Quintana (från Sopa de Capra), Anna Roig, Lídia Pujol, Mazoni och ett antal förskolebarn. Albumet med de tretton visorna gavs ut ihop med tidningen Enderrock och producererades till förmån för La Bressola, den katalanskspråkiga förskoleverksamheten i Pyrénées-Orientales.
Under 2010-talet har Xavi Lloses dessutom varit aktiv som kompositör och/eller musiker i ett antal katalanska TV-produktioner. I TV-filmerna Bressola de nadal och Laia (2010 respektive 2016) verkade han även som musikarrangör, och hans musik har hörts i TV-serierna Infidels (2011) och El crac (2017). Loses har synts i samband med ett flertal katalanska TV-konserter och andra musikevenemang. Sedan 2017 har deltagit i musikproduktionen till varje prisgala för Gaudípriset (det katalanska filmpriset, motsvarigheten till Spaniens nationella Goyapris).
Under 2010-talet har Lloses också producerat filmmusik för L'assaig (2015) och Cavalls morts (2016).

### Senare projekt

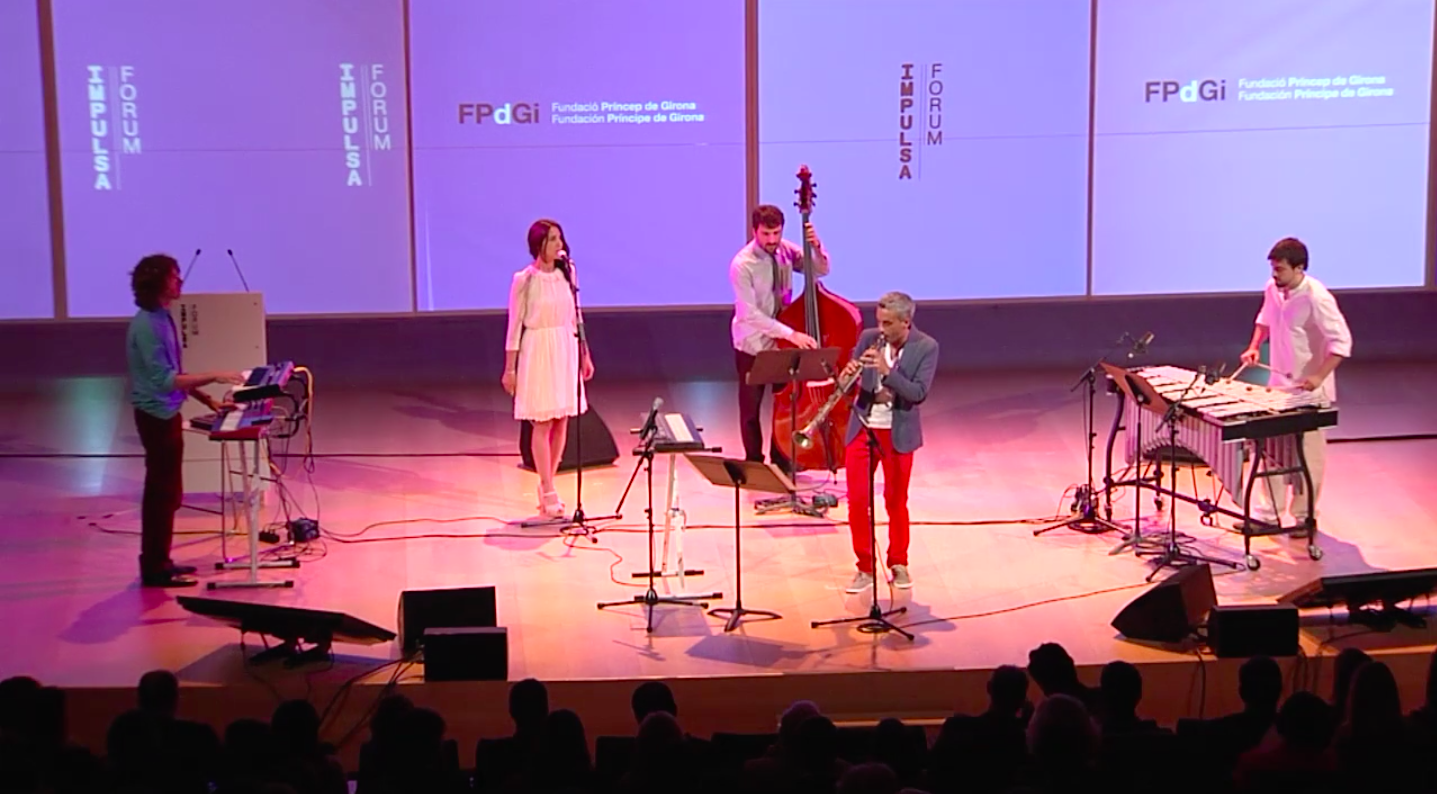
Ett av 2012 års musikprojekt hette Tenora 2.0. Xavi Lloses syns till vänster i bild.

Bland Lloses musikaliska projekt på senare år kan nämnas 2012 års Tenora 2.0. Med denna scenföreställning, sammansatt av Lloses och de övriga i L'Escolania de la Quadratura del Cercle, ville man förnya musiken kring ett traditionellt katalanskt musikverktyg – 1800-talsinstrumentet tenora (en tenor-variant av skalmeja). Föreställningen presenterades sommaren 2012 i Auditori de Girona, med Bauzó på tenora, Lloses på olika klaverinstrument och de båda ansvariga för musikproduktionen. Joan Motera spelade ståbas, medan sångerskan Rosa Pou sjöng; de fyra kompletterades av vibrafonisten Andreu Vilar.
Därefter engagerade sig Loses i projektet Nautilus. Lloses har själv beskrivit konceptet som både en "ljudskulptur" och ett instrument. Projektet baseras på en slumpvis musikgenerering, med olika rytm, tonhöjd, tonlängd och ackord. Musiken genereras via ett tryckluftsharmonium, som både kan hanteras manuellt och via automatik.
Nautilus-projektet är utvecklat i samarbete med musikerna Nei Albertí, Alex Pallí, David Sarsanedas och Santi Vilanova. Projektet, som färdigställdes 2015, förlänade Lloses det katalanska musikpriset "Premi Puig-Porret".
I samband med 2014 års egenutgivna album El desplom de l'erudit lanserades musikkonceptet Toccatta pianotrònic. Detta centrerades runt ett piano, kombinerat med diverse elektroniska instrument och ett visuellt arrangemang skapat av Alex Pallí.
2017 presenterades albumet 99. Det består av 99 (!) stycken – 7 till 27 sekunder långa – ljudfraser med ren elektronmusik.
Albumet Els benaurats ('de välsignade') gavs ut 2018, som resultatet av ett samarbete med stråkkvartetten Brossa Quartet. Lloses på ytan klassiska pianomusik kretsar här kring akustiska slaginstrument och elektroniska ljud, delvis framställda via sampling.
Tillsammans med dansaren Anna Hierro och elektronmusikskaparen Carlos Martorell skapade Xavi Lloses Ensemble Topogràfic. Denna trio har under 2018 och 2019 presenterat multimediakonserter av experimentellt slag runt i Katalonien.
2023 återvände Lloses med albumet Rosaris de l'aurora ('Morgonrodnadens radband'). Bland de fem spåren på albumet kan nämnas inledande "Claxon fanfàrria", där biltutor var del av instrumentationen. Produktionen var en utgivning av en oktofonisk installation som Lloses första gången presenterade 2016 i kyrkan i La Cellera de Ter.

### Producent och andra aktiviteter
Xavi Lloses har fungerat som producent för ett antal olika katalanska musikartister. Bland dessa finns Gerard Quintana, Jaume Sisa, Mazoni, Marina Rossell, Nico Roig och Bikimel.
Utställningen Música per satel·lits har sedan 2010 vandrat runt på olika orter i Katalonien. Här både syns och hörs olika delar av Xavi Lloses musikrepertoar och arsenal av instrument. Andra utställningar som Xavi Lloses deltagit i är Mostra d’artistes catalans a París (2012), Music is good for you (2013, Llotja del Tint, Banyoles) och Músiques perilloses (2015, Museu de la Mediterrània i Torroella de Montgrí).
Lloses är medlem av kollektivet Nuboläris. Dessutom är han grundare av "Corporació Terrorista per a la Difusió del So" ('terroristkoncernen för musikspridning').
Vid sidan om sitt spelande på diverse olika klaverinstrument ägnar sig Lloses åt att samla på plastorglar.

## Stil och erkännande

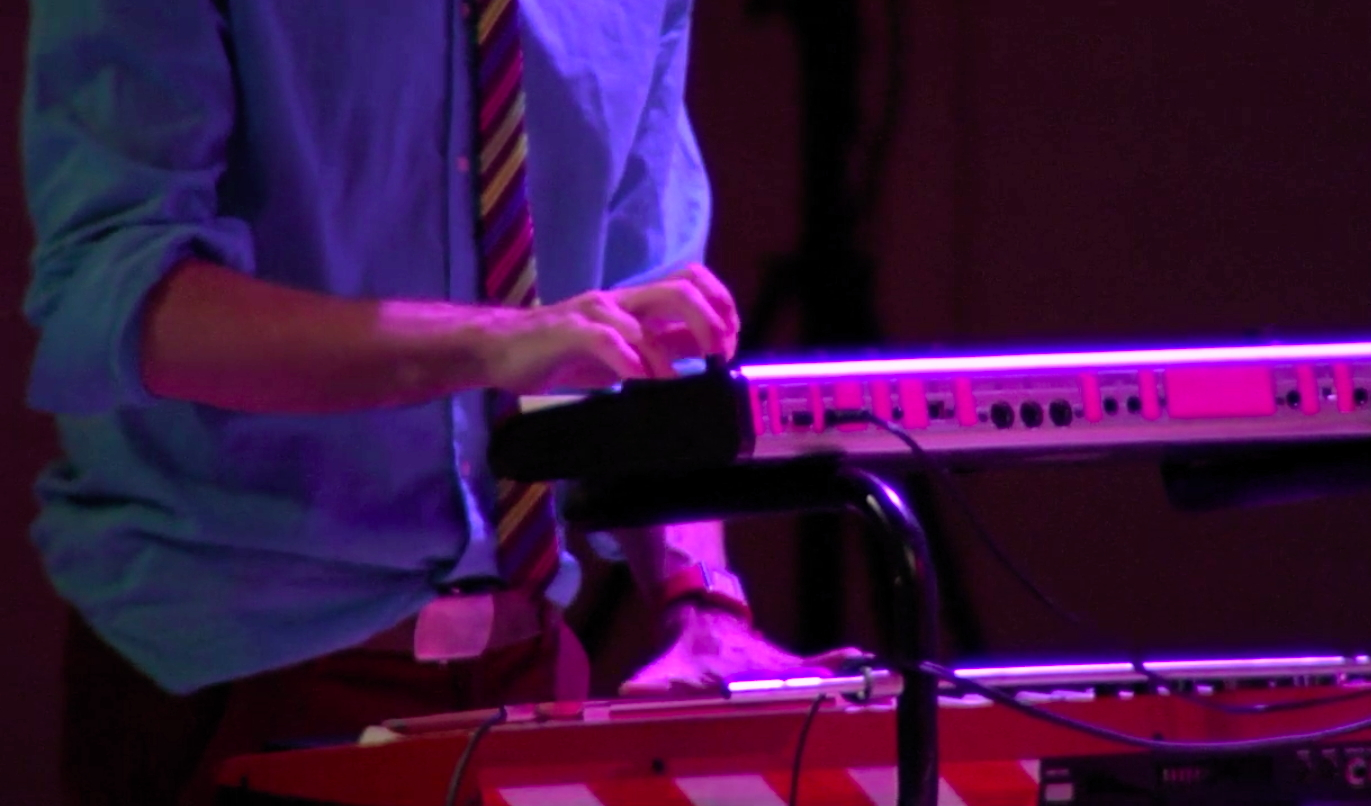
Xavi Lloses kan sällan begränsa sig till ett instrument. Här vid framförandet av 2012 års Tenora 2.0.

Xavi Lloses vilt varierande musikstil, spelsätt och mångskiftande musiksamarbeten har gjort honom till en udda fågel i den katalanska (och spanska) musikvärlden. Han beskriver sig själv som en antipianist och "ljudterrorist", där klaverinstrumenten kan kombineras med klockor, slaginstrument och allt annat som kan ge ljud ifrån sig. Under årens lopp har han samarbetat med ett antal olika katalanska poeter, med musik anpassade för uppläsningar eller lyriska performanceevenenemang. 2018 presenterade han performanceföreställningen Girls Like Us + MOAT, tillsammans med Laia Estruch.
Lloses anser att det successivt blivit allt svårare för en musikkonstnär att verka i Katalonien (se vidare rock català och katalansk musik och dans), men att "man måste gilla läget" och göra det bästa av saken. Han tror att om han fötts i storstaden Barcelona (och inte i en liten ort utanför Lleida), hade han istället blivit rockstjärna.
2013 mottog Lloses "Premi Puig-Porret" för musikprojektet Nautilus. Fyra år senare fick han priset "Roel" på Medina Film Festival, för bästa originalmusik (till filmen Cavalls morts)

## Diskografi

### Album
som Xavi Lloses Grup
- 1999 – Trivial pour suite, Música Global

som MonfortBariolaKaiserLloses
- 2001 – Play, Picap (EP)

som Xavi Lloses & L'Escolania de la Quadratura del Cercle
- 2006 – El somni d'un gegant, Discmedi (DM 4200 02)
- 2007 – L'orgue de perfums, Discmedi (DM 4459 02)
- 2010 – Cançonetes per la Bressola, La Bressola/Enderrock (EDRD-25)
- 2013 – Variacions estrafalàries, Discmedi (utgiven i mars)
- 2013 – El cel de les calcudadores, Discmedi (utgiven i april)
- 2013/2015 – Allà on conspiren els pentagrames, (digitalt utgiven i maj; 2015 som Discmedi, DM 5013 02)

som Xavi Lloses
- 2007 – Núvols de plata, Discmedi (DM 4328 02)
- 2014 – El desplom de l'erudit, egenutgivning
- 2017 – 99, egenutgivning
- 2018 – Els benaurats (feat. Brossa Quartet), Hidden Track Records
- 2023 – Rosaris de l'aurora, egenutgivningen

### Singlar
som Helena Miquel i Xavi Lloses
- 2011 – Perduts, Bankrobber

## Filmografi
Nedan listas inom parentes vilken slags medverkan.

### Biofilmer
- 2000 – Els diumenges, kortfilm (kompositör)
- 2004 – Els matins, kortfilm (kompositör)[3]
- 2006 – Rock & Cat (musiker)
- 2007 – Veïnes, kortfilm (kompositör)
- 2007 – Yo (musiker)
- 2015 – L'assaig (kompositör)
- 2016 – Cavalls morts, kortfilm (kompositör)

### TV-produktioner
- 2010 – Bressola de nadal, TV-film (musikarrangör, musiker)
- 2011 – Infidels, TV-serie (kompositör, musiker)
- 2013 – Concert per la llibertat, TV-sänt evenemang (musikarrangör)
- 2013 – Concert del centenari Salvador Espriu, minneskonsert (musikarrangör, musiker)
- 2014 – Piromusical de la Mercè – El somni d'un gegant, TV-sänt evenemang (kompositör)
- 2016 – Laia, TV-film (kompositör, musikarrangör)
- 2017 – IX Premis Gaudí de l'Acadèmia del cinema català, TV-sänt evenemang (musikarrangör, musiker)
- 2017 – El crac, TV-serie (musiker)
- 2018 – Premis Gaudí 10 anys, TV-sänt evenemang (musiker, musikarrangör)
- 2019 – XI Premis Gaudí, TV-sänt evenemang (musikarrangör, musiker)